# Robert Delorozoy
Robert Delorozoy est un homme politique français né le 24 mai 1922 à Versailles (Seine-et-Oise) et mort le 2 juin 2015 à Choisel (Yvelines).

## Biographie
Robert Delorozoy fut maire de Choisel de 1971 à 2001, ainsi que député européen.

## Détail des fonctions et des mandats
Mandats parlementaires
- 17 juillet 1979 - 23 juillet 1984 : Député européen
- 6 septembre 1986 - 24 juillet 1989 : Député européen
- 31 mars 1993 - 18 juillet 1994 : Député européen

## Distinctions
- Commandeur de la Légion d'honneur
- Commandeur de l'ordre national du Mérite